# Partie d'échecs mouvementée
Pour plus de détails, voir Fiche technique et Distribution.
Partie d'échecs mouvementée (A Chess Dispute) est un film britannique réalisé par Robert William Paul, sorti en 1903. Ce film utilise pour la première fois au cinéma le hors-champ.

## Synopsis
À la terrasse d'un pub, deux jeunes gens élégants (blazers et chapeaux de paille) jouent aux échecs. L'un d'eux, profitant d'un moment d'inattention de son partenaire, déplace une pièce décisive. L'autre s'en aperçoit, une querelle s'installe, le tricheur se fait pincer le nez et riposte en aspergeant son adversaire d'eau de Seltz. Ils en viennent aux mains, renversent la table, roulent à terre, disparaissant à nos yeux. Le combat se poursuit, hors-champ, une jambe surgit, un bras brandissant une chaussure, les canotiers traversent les airs, les cravates, les vestes giclent en tous sens… Le serveur arrive, scandalisé, et remonte (dans le champ de la caméra) les deux querelleurs, couverts d'ecchymoses et étourdis de coups.

## Fiche technique
- Titre : Partie d'échecs mouvementée
- Titre original : A Chess Dispute
- Réalisation : Robert William Paul
- Production : Robert W. Paul Productions
- Format : 35 mm à deux jeux de quatre perforations Edison par photogramme, noir et blanc, muet
- Durée : 60 s
- Pays :  Royaume-Uni
- Sortie : Royaume-Uni : août 1903

## Distribution
- Alfred Collins : joueur d'échecs

## Analyse
Dans ce film, Robert W. Paul utilise, pour la première fois au cinéma, le hors-champ en tant qu'élément de la dramaturgie, ici de la comédie.

« Robert William Paul révèle un espace hors-champ qui n'est pas celui de l’équipe technique et de la caméra. Il suggère un jeu des comédiens, dont on ne voit que des bribes. Ainsi, cacher l’essentiel constitue en soi un gag... La conscience de la dualité champ et hors-champ donne au cinéaste anglais la preuve de sa liberté de placer là où il veut sa caméra, dans l’axe qu’il désire, selon une grosseur de cadre décidée par lui seul. À partir du moment où les cinéastes de l’École de Brighton ont pris conscience du hors-champ, ils ont été capables de découper l’espace et de décliner toutes les largeurs du plan. Pour eux, l’espace n’est pas donné au cinéaste, il reste à construire par le découpage. »